# Willy Spühler
Willy Spühler (Zúrich, 31 de enero de 1902 – ibídem, 31 de mayo de 1990) fue un político suizo, miembro del Partido Socialista. 
Fue Consejero Federal de 1959 a 1969 y Presidente de la Confederación en 1963 y 1968.

## Biografía

### Estudios y carrera temprana
Spühler nació en Aussersihl, un barrio de clase trabajadora de Zúrich. Era hijo de un tipógrafo que también ejerció de juez de paz, y provenía de una familia de tradición socialista y sindicalista. Estudió Economía en las universidades de Zúrich y París, y en 1925 obtuvo el título de doctor en ciencias económicas. Entre 1927 y 1927 trabajó en un banco de Zúrich, y posteriormente en la Oficina Internacional del Trabajo de Ginebra (1927). Entre 1928 y 1931 fue secretario de la Federación Internacional de Trabajadores de la Alimentación en Zúrich.

### Administración municipal y Parlamento Federal
En 1931 entró en la administración municipal de Zúrich como adjunto de la oficina de estadística. De 1935 a 1942 dirigió la oficina de empleo. De 1942 a 1959 fue jefe de los departamentos económico y sanitario del ayuntamiento. Durante la Segunda Guerra Mundial también se le confió la dirección de la Oficina Central de Economía de Guerra, una oficina que en 1944, en el peor momento de la guerra, contaba con casi 700 empleados. En 1928 fue elegido diputado al parlamento de la ciudad de Zúrich. En 1942 pasó al ejecutivo municipal, lo que le puso directamente al frente de la gestión de la economía de guerra. En este cargo se preocupó por proporcionar asistencia alimentaria a los sectores más vulnerables de la sociedad.
Spühler fue elegido miembro del Consejo Nacional en 1938, y en 1955 pasó al Consejo de los Estados. Se le consideraba un experto en política social, económica y financiera. De 1958 a 1959 fue presidente de la Sociedad Suiza de Radiodifusión (SRG). En noviembre de 1959, los consejeros federales Philipp Etter, Hans Streuli, Thomas Holenstein y Giuseppe Lepori anunciaron, uno tras otro, que dimitirían a finales de año. Para los socialdemócratas se presentaba la oportunidad de volver a entrar en el Gobierno tras casi seis años en la oposición, con el apoyo del Partido Conservador Cristiano Social. Willy Spühler, miembro del Consejo de los Estados que ya había obtenido 60 votos en 1951, cuando fue elegido Max Weber, fue el candidato propuesto para ocupar el escaño en el Consejo Federal por Zúrich.

### Consejero Federal

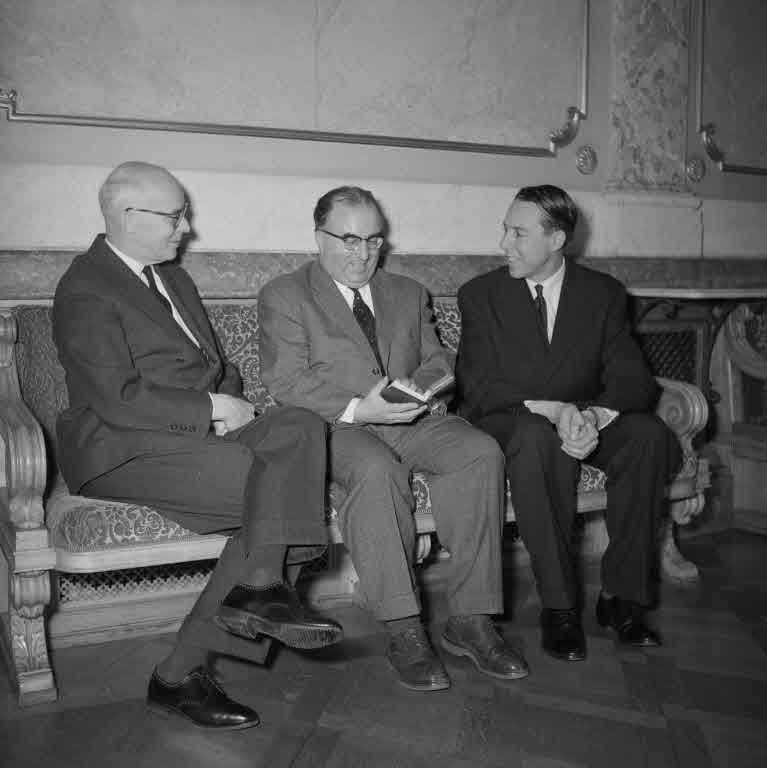
De izquierda a derecha: el Consejero Federal Spühler, el Consejero Nacional Welter y el Consejero Federal Tschudi (1962)

La Asamblea Federal eligió a Willy Spühler miembro del Consejo Federal el 17 de diciembre de 1959 en la primera votación para suceder a Hans Streuli. El Parlamento le ratificó en el cargo en 1963 y 1967. Tras la dimisión del Vicepresidente Jean Bourgknecht, en 1962 fue nombrado Vicepresidente del Consejo Federal y en 1963 Presidente de la Confederación Helvética. Volvió a ser Vicepresidente del Consejo Federal en 1967 y Presidente de la Confederación en 1968. Anunció su dimisión del Consejo Federal el 8 de octubre de 1969, dos días después de que lo hiciera Hans Schaffner. Puso fin a sus funciones gubernamentales el 31 de enero de 1970, día en que cumplía 68 años.

#### Departamento de Transportes, Comunicaciones y Energía
En enero de 1960, se hizo cargo del Departamento de Correos y Ferrocarriles en sustitución del dimitido Giuseppe Lepori. Dado que su departamento tenía que ocuparse cada vez más de cuestiones relacionadas con el transporte y la energía, en 1963 fue reorganizado y renombrado a Departamento de Transportes, Comunicaciones y Energía.
Spühler tuvo que abordar la cuestión de las futuras fuentes de energía de Suiza. Con el fin de cubrir las cada vez mayores necesidades energéticas de la economía, se mostró partidario de fomentar la energía nuclear frente a los combustibles fósiles para reducir la contaminación atmosférica y la dependencia del exterior. A pesar de la oposición de la industria energética, que temía una transición a una economía planificada, hizo prevalecer su postura favorable a la energía nuclear. La primera central nuclear construida en el país fue la de Beznau, que entró en funcionamiento en 1969.
Preocupado por el desarrollo del transporte alpino, nombró una comisión de expertos en 1963.

#### Departamento Político
En 1966 se trasladó al Departamento Político (actual Departamento de Asuntos Exteriores). Tras la dimisión del Consejero Federal Friedrich Traugott Wahlen, asumió el legado de dos Consejeros Federales muy populares, el propio Wahlen y su predecesor Max Petitpierre. Spühler, el primer socialdemócrata en ser nombrado Ministro de Asuntos Exteriores, inició un amplio debate debate acerca del papel que debía tener Suiza en el plano internacional (concretamente en las Naciones Unidas) y la importancia de la neutralidad. Aunque el Consejo Federal seguía oponiéndose a la adhesión de Suiza a la ONU, Spühler encargó el informe más exhaustivo de la situación hasta la fecha, gracias al cual las reticencias suizas hacia las Naciones Unidas disminuyeron considerablemente.
Apoyó la ratificación del Tratado de No Proliferación Nuclear. Una semana después del famoso Vive le Québec libre de Charles de Gaulle, pronunció un discurso en la Exposición Universal de Montreal de 1967 en el que destacó el carácter cuatrilingüe de la Confederación Helvética. Condenó enérgicamente la invasión de Checoslovaquia en 1968 durante un debate en el Consejo Nacional.
Spühler superó la "actitud de erizo" de Suiza que había prevalecido hasta entonces, marcada por el periodo de guerra, e inició una política aperturista, que materializó en diversos viajes al extranjero, y que le valieron las críticas de los círculos aislacionistas. No sólo visitó países neutrales como Austria y Suecia, sino también países socialistas como Yugoslavia y Rumanía. A lo largo de su mandato como Ministro de Asuntos Exteriores, se preocupó por aumentar la financiación para la ayuda al desarrollo. Fue el primer jefe de la diplomacia suiza que participó en lo que posteriormente se convertiría en la OSCE.

### Retiro
Una vez jubilado, presidió la fundación Pro Helvetia de 1971 a 1977 y fue miembro activo del comité de política exterior del Partido Socialista.
También fue presidente de la Comisión para la Presencia de Suiza en el Extranjero y, en calidad de tal, realizó un viaje a Estados Unidos. A partir de entonces, se interesó por la situación de los suizos residentes en el extranjero.